# Neocyrtophoeba heyrovskyi
Neocyrtophoeba heyrovskyi là một loài ruồi trong họ Tachinidae.